# 不動堂明王院
不動堂明王院（ふどんどうみょうおういん）は、京都府京都市下京区にある寺院である。本尊は霊石不動と称する不動明王像で、地中深くに封じられているため、現在は御前立の不動明王立像を拝むこととなっている。古くは密教寺院であったようだが、現在は浄土宗西山派となっている。寺紋は八重桜であり、宇多天皇との関係を窺うことができる。名称は不動堂（ふどうどう）と表記するが、地元の人々には「ふどんどう」として親しまれている。

## 歴史
寺伝によれば、弘仁12年（823年）に空海（弘法大師）が都南に東寺を賜った時、東寺より見て鬼門（東北）にあたる地に一体の不動明王像を祀ったことを始まりとしている。空海はこの土地にて一基の霊石を発見し、その石に不動明王を彫刻し石棺に納めて井底深くに安置したという。

## 宇多天皇
宇多天皇は昌泰2年（899年）に後院として洛南の亭子院（ていじのいん）を離宮とした。宇多天皇は亭子院を建築するにあたり先の不動明王像が安置された井戸を勅命によって封じた。またこの霊石に刻まれた不動明王像を「霊石不動明王」と名づけ、特別に祀ったという。室町時代の応仁の乱の兵火により亭子院は焼失するが、井底に安置された不動明王像はそのまま残ったという。現在の本堂は明和元年（1764年）の建立である。

## 新撰組 幻の屯所
新選組が屯所としていた西本願寺から、慶応3年1867年6月15日に不動堂村へ移り、屯所を建てた。正確な場所などは分かっていないが、今の不動堂明王院周辺だったのではないかと考えられている。このことから不動堂明王院には｢新選組幻の屯所｣という提灯が掛けられている。
屯所の広さは１万平方メートル。表門、高塀、玄関、長屋、使者の間、近藤勇、土方歳三ら幹部の居間、平隊士の部屋、客間、馬屋、物見中間と小者の部屋、大風呂は30人が一度に入れた。大名屋敷と比べても遜色ない構えだった。12月14日、伏見奉行所へ引き払うまでの6カ月間、屯所として使用した。（現地案内板より）

参考･一部引用：

## 交通アクセス
- 京都駅烏丸中央口より徒歩8分（経路案内）。